# Бигански, Гийом
Гийом Бигански (фр. Guillaume Bieganski; 3 ноября 1932, Карвен — 8 октября 2016, Люнель) — французский футболист, участник ЧМ-1954.

## Биография

### Игровая карьера
Бигански в течение восьми сезонов играл за «Лилль», в составе которого в 1954 году выиграл чемпионат Франции, а в 1953 и 1955 годах завоевал два Кубка Франции.
Затем он перешёл в «Ланс», за который играл четыре сезона, после чего играл за «Форбак» (1964—1966) и «Мариньян» (1966—1968), поиграв за который он закончил карьеру.
В составе сборной Франции Бигански был участником ЧМ-1954, но на турнире не играл.

### Смерть
Скончался 8 октября 2016 года в возрасте 83 лет.

## Достижения
«Лилль»
- Чемпион Франции (1) : 1953/54
- Обладатель Кубка Франции (2) : 1952/53, 1954/55